# Oligia parietum
Oligia parietum är en fjärilsart som beskrevs av Charles Oberthür 1880. Oligia parietum ingår i släktet Oligia och familjen nattflyn. Inga underarter finns listade i Catalogue of Life.